# Hạc đính
Hạc đính hay lan hạc đính, lan hạc đính nâu là một loại lan đất có tên khoa học là Phaius tankervilleae.
Lan hạc đính nâu có củ ngầm lớn dạng chóp; lá hình giáo hẹp, nhọn ở đỉnh, thuôn dài ở gốc tạo thành bẹ. Cụm hoa lớn chụm trên đỉnh thân thẳng, mập, cao 0,3–1 m. Hoa lớn, cánh xòe rộng, có màu tím đỏ ở bên họng, cánh có màu trắng ở phía trên, màu nâu sô cô la ở mặt dưới. Hoa nở bền từ 1 đến 2 tháng (trong điều kiện chăm sóc tốt). hoa thường nở trước Tết khoảng 1 tháng (đối với khu vực Lâm Đồng) có hương thơm nồng nàn.
Tại Việt Nam, Phaius tankervilleae phân bố rộng rãi ở Tây Nguyên, mọc hoang dã nơi đất xốp, ẩm ven suối.

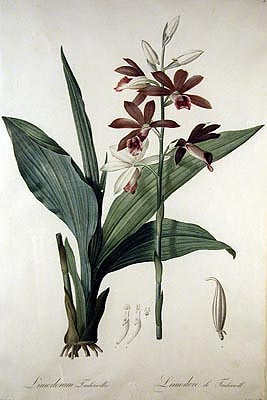
Phaius tankervilleae Pierre-Joseph Redouté
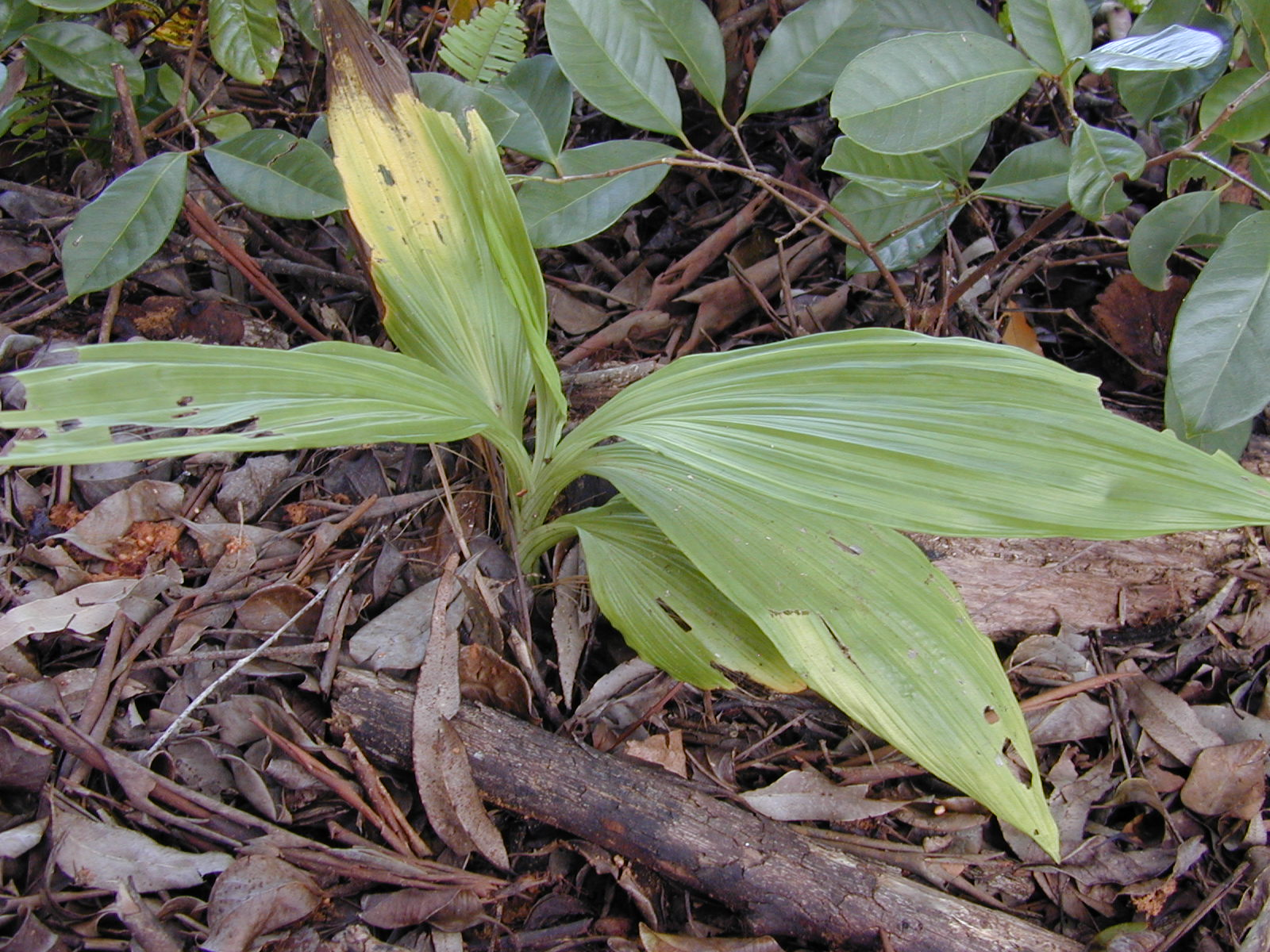
Phaius tankervilleae
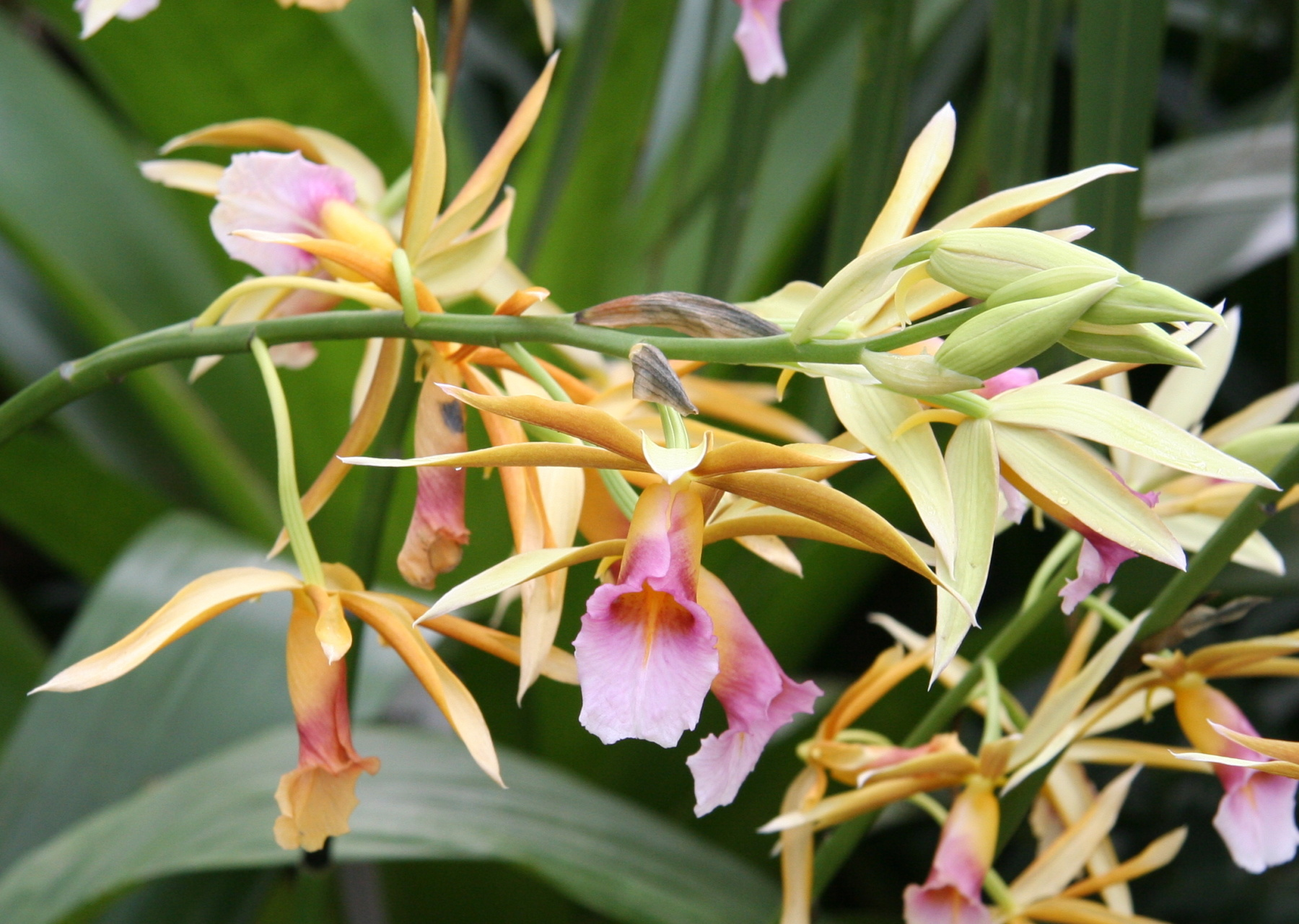